# 车排子镇
车排子镇，是中华人民共和国新疆维吾尔自治区塔城地区乌苏市下辖的一个乡镇级行政单位。

## 行政区划
车排子镇下辖以下地区：
车排子村、榆树村、三道桥村、哈拉苏村、沙枣村、苇湖村、红柳村、西戈壁村和康苏瓦特村。